# Jason Spezza

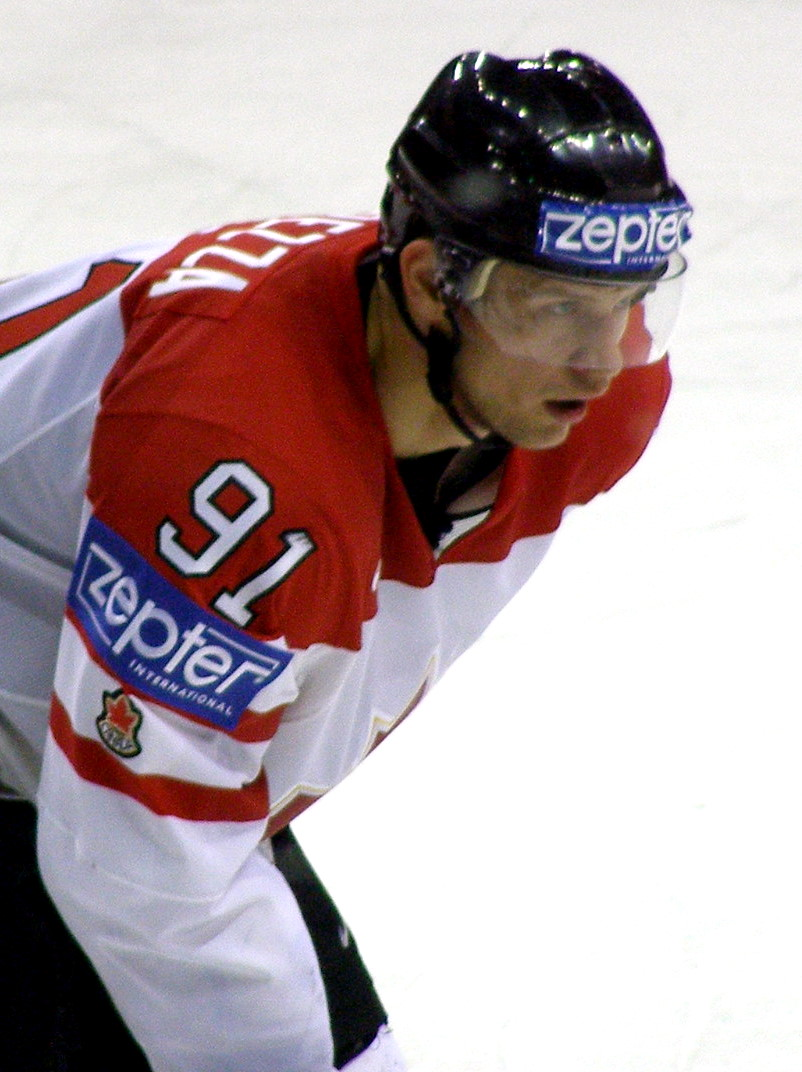
Spezza i VM 2008

Jason Anthony Rocco Spezza, född 13 juni 1983, är en kanadensisk professionell ishockeyspelare och spelar för Toronto Maple Leafs i NHL. Han har tidigare spelat för Ottawa Senators och Dallas Stars.

## Spelarkarriär

### Junior
Vid 15 års ålder började Spezza sin juniorkarriär i den nordamerikanska ligan Ontario Hockey League med Brampton Battalion säsongen 1998–99. Han gjorde sammanlagt 71 poäng på sina 69 spelade matcher för klubben. Han blev i och med detta invald i ligans First All-Rookie Team. Nästföjlande säsong, 1999–00, gick han över till Mississauga IceDogs, där han svarade för 61 poäng på 52 spelade matcher. Efter bara 15 matcher med IceDogs säsongen säsongen 2000–01 gick han över till sin tredje klubb i OHL, Windsor Spitfires, där han på 45 spelade matcher noterades för hela 86 poäng. 

### NHL

#### Ottawa Senators
Spezza var inför NHL-draften 2001 rankad att bli vald tidigt, vilket han också blev då han valdes som 2:e spelaren totalt av Ottawa Senators, efter ryssen Ilya Kovalchuk. Efter ytterligare en säsong i OHL, med spel i både Spitfires och Belleville Bulls, inledde han sin professionella karriär i AHL.
Spezza skulle göra sin NHL-debut i Ottawa Senators säsongen 2002–03, en säsong där han dock fick spelade mycket i farmarlaget Binghamton Senators. Påföljande säsong tog han en given plats i Ottawas laguppställning och spelade hela 78 matcher i NHL och svarade för sammanlagt 55 poäng. Säsongen 2004–05 spelade han åter i AHL, med anledning av NHL-strejken. Spezza gjorde sammanlagt 117 poäng för Binghamton vilket gav honom en första plats i AHL:s totala poängliga och med det utmärkelsen John B. Sollenberger Trophy. Spezza tilldelades även Les Cunningham Award som "ligans mest värdefulla spelare". Säsongen 2005-06 var han tillbaka i NHL och Ottawa Senators och noterades för 90 poäng på 68 spelade matcher, ett av de högsta poängsnitten per match i hela ligan och hans 71 assist under samma säsong är klubbrekord. 2006 var han även reserv i det kanadensiska OS-laget men fick aldrig spela. I Stanley Cup-slutspelet 2007 bildade han en framgångsrik förstakedja med Dany Heatley och Daniel Alfredsson som ledde Ottawa till final där laget förlorade mot Anaheim Ducks. Spezzas 15 assist från samma slutspel var klubbrekord fram till att Erik Karlsson noterades för 16 assist i Stanley Cup-slutspelet exakt tio år senare. Säsongen 2007-08 lyckades han producera 92 poäng (varav 34 mål), vilket är hans främsta säsong i NHL rent poängmässigt.
Den 14 september 2013 utsågs Spezza till efterträdaren att axla lagkaptensrollen efter att Daniel Alfredsson hade lämnat för Detroit Red Wings tidigare under sommaren.

#### Dallas Stars
Den 1 juli 2014 tradades han på egen begäran, tillsammans med Ludwig Karlsson, till Dallas Stars i utbyte mot Alex Chaisson, Nick Paul, Alex Guptill och ett val i andra rundan i NHL-draften 2015 (som Senators tradade vidare till New Jersey Devils som valde Mackenzie Blackwood).

#### Toronto Maple Leafs
Den 1 juli 2019 skrev han som free agent på ett ettårskontrakt värt 700 000 dollar (minimumlönen i ligan) med Toronto Maple Leafs.

## Privatliv
Jason Spezza föddes av italienska föräldrar i Mississauga, Ontario. Han har två syskon, en syster, Michelle, och en bror, Matthew, som är ishockeymålvakt i International Hockey League. Spezza följde Toronto Maple Leafs som ung, och favoritspelaren var Mario Lemieux.

## Utmärkelser
- 1998-99: OHL First All-Star Team
- 2000-01: CHL Top Draft Prospect
- 2000-01: OHL Third All-Star Team
- 2001-02: OHL Third All-Star Team
- 2002-03: AHL All-Rookie Team
- 2004-05: AHL Les Cunningham Award
- 2004-05: AHL First All-Star Team
- 2004-05: AHL John B. Sollenberger Trophy

## Internationella meriter
- Brons, JVM 200
- Brons, JVM 2001
- Silver, JVM 2002
- Silver, VM 2008
- Silver, VM 2009
- Guld, VM 2015

## Statistik

### Klubbkarriär
| 1998–99    | Brampton Battalion     | OHL        | 67   | 22  | 49  | 71  | 18  | —  | —  | —  | —  | —  |
| 1999–00    | Mississauga Ice Dogs   | OHL        | 52   | 24  | 37  | 61  | 33  | —  | —  | —  | —  | —  |
| 2000–01    | Mississauga Ice Dogs   | OHL        | 15   | 7   | 23  | 30  | 11  | —  | —  | —  | —  | —  |
| 2000–01    | Windsor Spitfires      | OHL        | 41   | 36  | 50  | 86  | 32  | 9  | 4  | 5  | 9  | 10 |
| 2001–02    | Windsor Spitfires      | OHL        | 27   | 19  | 26  | 45  | 16  | —  | —  | —  | —  | —  |
| 2001–02    | Belleville Bulls       | OHL        | 26   | 23  | 37  | 60  | 26  | 11 | 5  | 6  | 11 | 18 |
| 2001–02    | Grand Rapids Griffins  | AHL        | —    | —   | —   | —   | —   | 3  | 1  | 0  | 1  | 2  |
| 2002–03    | Binghamton Senators    | AHL        | 43   | 22  | 32  | 54  | 71  | 2  | 1  | 2  | 3  | 4  |
| 2002–03    | Ottawa Senators        | NHL        | 33   | 7   | 14  | 21  | 8   | 3  | 1  | 1  | 2  | 0  |
| 2003–04    | Ottawa Senators        | NHL        | 78   | 22  | 33  | 55  | 71  | 3  | 0  | 0  | 0  | 2  |
| 2004–05    | Binghamton Senators    | AHL        | 80   | 32  | 85  | 117 | 50  | 6  | 1  | 3  | 4  | 6  |
| 2005–06    | Ottawa Senators        | NHL        | 68   | 19  | 71  | 90  | 33  | 10 | 5  | 9  | 14 | 2  |
| 2006–07    | Ottawa Senators        | NHL        | 67   | 34  | 53  | 87  | 45  | 20 | 7  | 15 | 22 | 10 |
| 2007–08    | Ottawa Senators        | NHL        | 76   | 34  | 58  | 92  | 66  | 4  | 0  | 1  | 1  | 0  |
| 2008–09    | Ottawa Senators        | NHL        | 82   | 32  | 41  | 73  | 79  | —  | —  | —  | —  | —  |
| 2009–10    | Ottawa Senators        | NHL        | 60   | 23  | 34  | 57  | 20  | 6  | 1  | 6  | 7  | 4  |
| 2010–11    | Ottawa Senators        | NHL        | 62   | 21  | 36  | 57  | 28  | —  | —  | —  | —  | —  |
| 2011–12    | Ottawa Senators        | NHL        | 80   | 34  | 50  | 84  | 36  | 7  | 3  | 2  | 5  | 8  |
| 2012–13    | Rapperswil-Jona Lakers | NLA        | 28   | 9   | 21  | 30  | 12  | —  | —  | —  | —  | —  |
| 2012–13    | Ottawa Senators        | NHL        | 5    | 2   | 3   | 5   | 2   | 3  | 0  | 1  | 1  | 0  |
| 2013–14    | Ottawa Senators        | NHL        | 75   | 23  | 43  | 66  | 46  | —  | —  | —  | —  | —  |
| 2014–15    | Dallas Stars           | NHL        | 82   | 17  | 45  | 62  | 28  | —  | —  | —  | —  | —  |
| 2015–16    | Dallas Stars           | NHL        | 75   | 33  | 30  | 63  | 22  | 13 | 5  | 8  | 13 | 2  |
| 2016–17    | Dallas Stars           | NHL        | 68   | 15  | 35  | 50  | 29  | —  | —  | —  | —  | —  |
| 2017–18    | Dallas Stars           | NHL        | 78   | 8   | 18  | 26  | 12  | —  | —  | —  | —  | —  |
| 2018–19    | Dallas Stars           | NHL        | 76   | 8   | 19  | 27  | 29  | 11 | 3  | 2  | 5  | 0  |
| NHL totalt | NHL totalt             | NHL totalt | 1065 | 332 | 583 | 915 | 554 | 80 | 25 | 45 | 70 | 28 |